# Nus de pardal
El nus de pardal o la  ballestrinca  és un nus l'origen del qual es troba en la tradició nàutica. El mot ballestrinca prové del llatí dialectal ballistra (en català balista) i el súfix per forma adjectius -inus, en llatí clàssic ballista.
S'utilitza per a subjectar una corda a un pal o a qualsevol vara, habitualment com a amarratge ràpid o quan la corda està sotmesa a una tensió constant, ja que la ballestrinca es pot desfer si desapareix la tensió. De vegades es complementa amb un nus de seguretat sobre la mateixa corda per evitar aquesta possibilitat.

## Realització de la ballestrinca
1. Es dona una volta al pal amb la corda.
2. Es realitza un llaç idèntic al primer al voltant del pal deixant espai per a passar un cap per sota.
3. Es fa passar la punta (cap) pel mig d'ambdues passades i es tensa.
4. Es pot fer un llaç de seguretat sobre la mateixa corda.

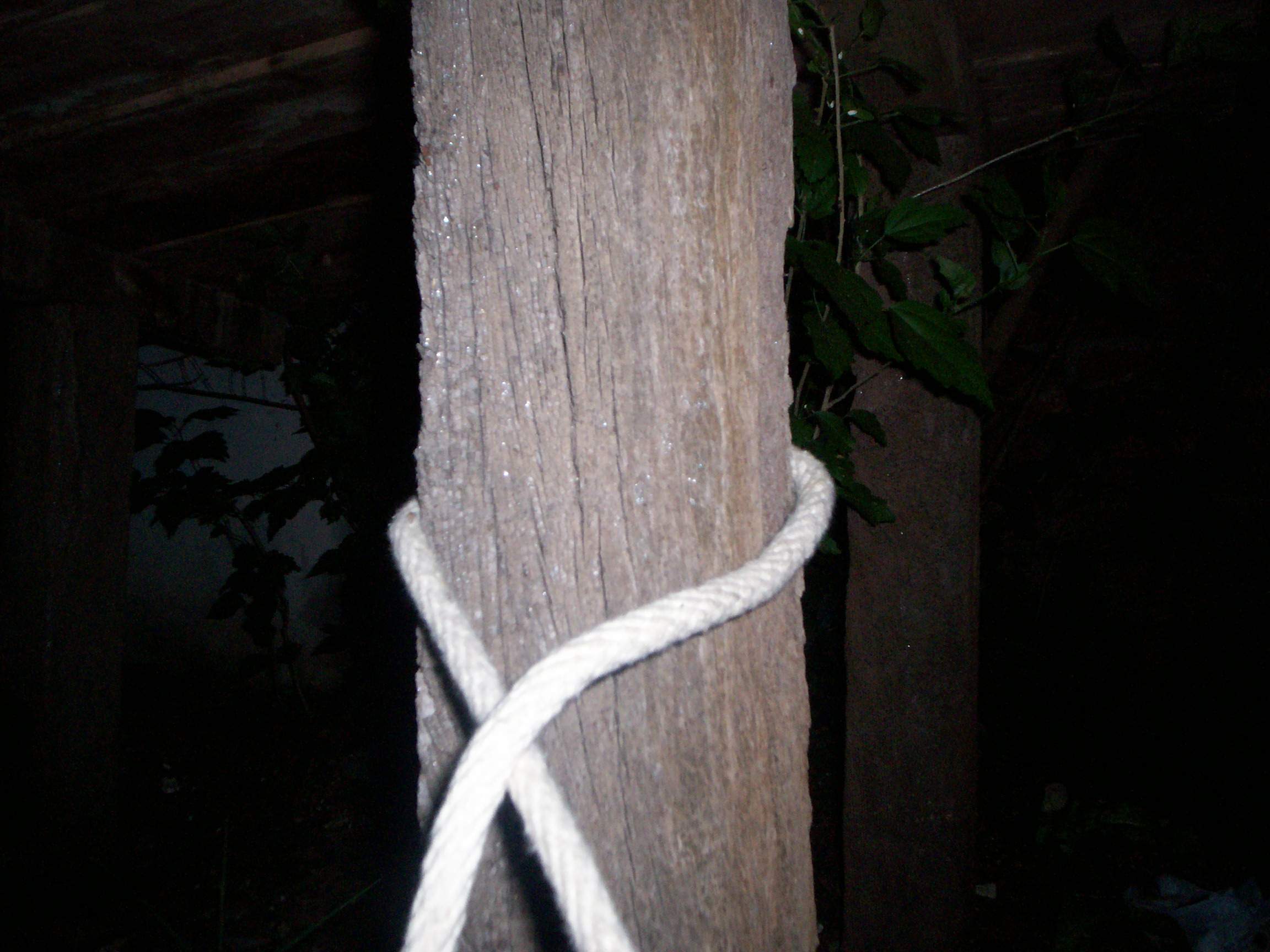
Inici
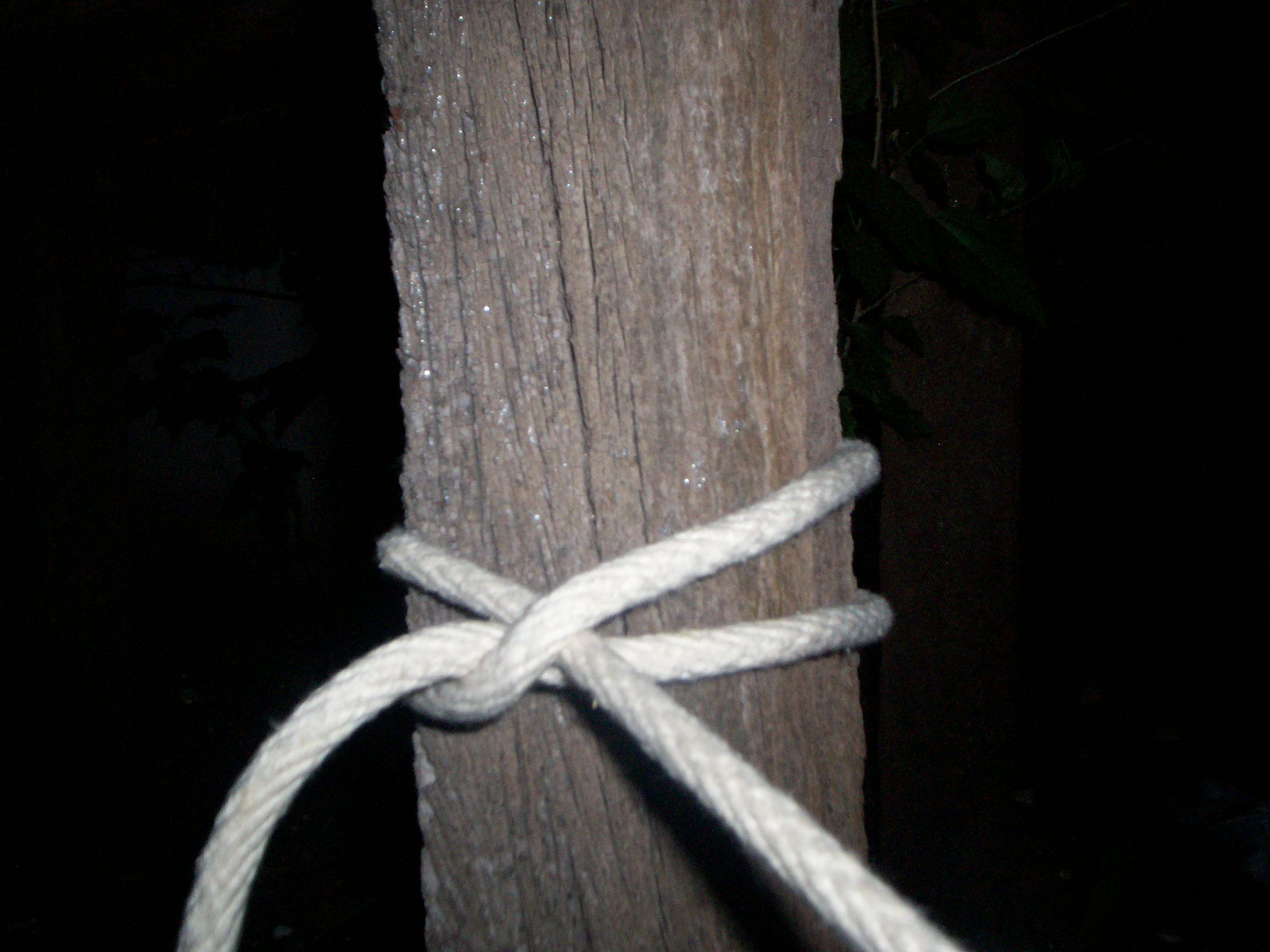
Nus complet
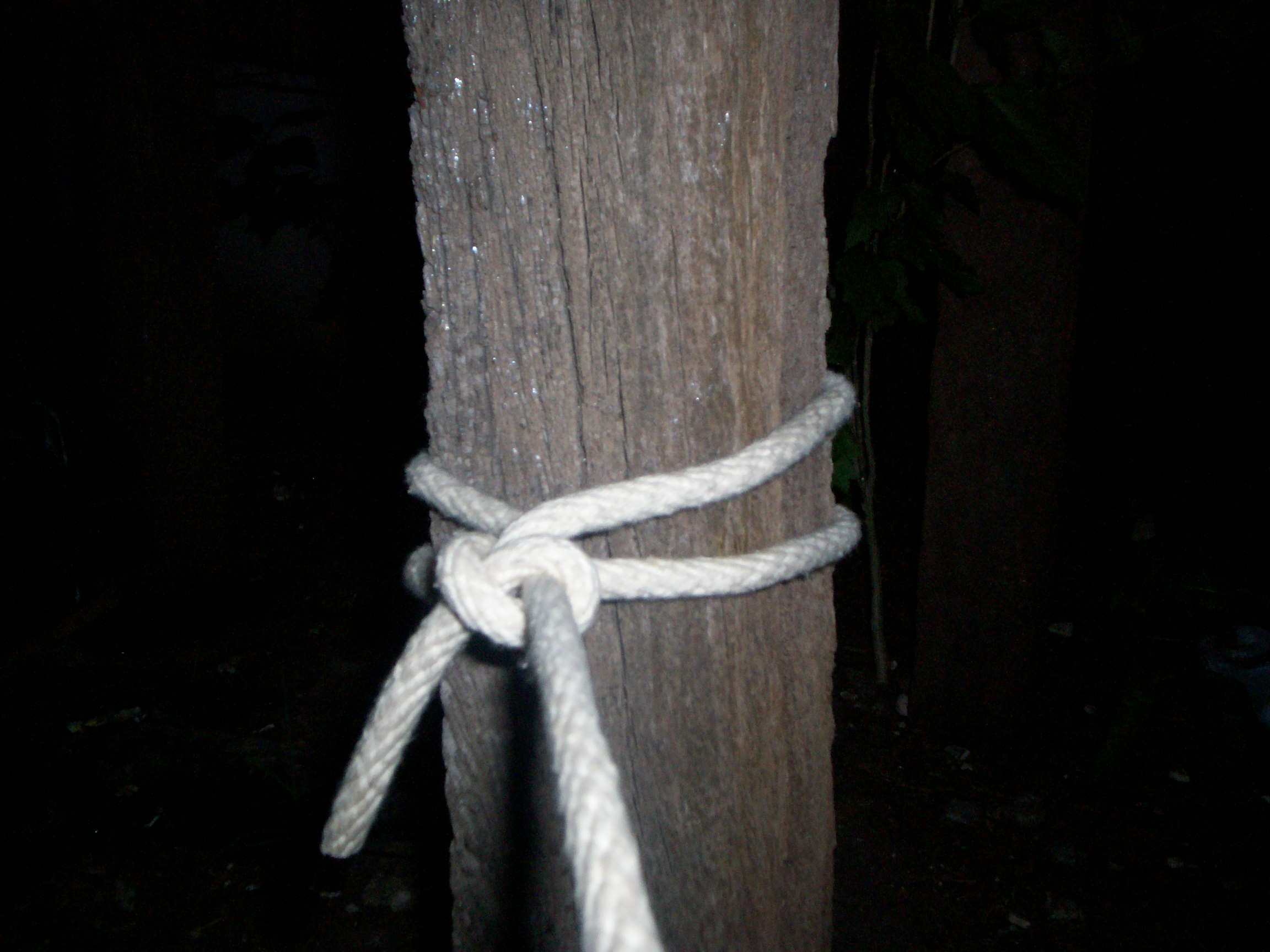
Amb llaç de seguretat